# Municipio Pazña
Das Municipio Pazña ist ein Verwaltungsbezirk im Departamento Oruro im Hochland des südamerikanischen Anden-Staates Bolivien.

## Lage im Nahraum
Das Municipio Pazña ist eines von drei Municipios in der Provinz Poopó. Es grenzt im Norden an das Municipio Poopó und die Provinz Cercado, im Westen an die Provinz Saucarí, im Süden an die Provinz Sud Carangas und die Provinz Eduardo Avaroa und im Osten und Nordosten an das Municipio Antequera.
Der zentrale Ort des Municipios ist Pazña mit 1407 Einwohnern (2012) im zentralen Teil des Municipios am Ostrand der Poopó-Ebene.

## Geographie
Das Municipio Pazña liegt auf dem bolivianischen Altiplano am Westrand der Cordillera Azanaques, einem Teilabschnitt der Cordillera Central. Die mittlere Jahrestemperatur der Region liegt bei etwa 9 °C (siehe Klimadiagramm Challapata), der Jahresniederschlag beträgt 330 mm. Die Region weist ein ausgeprägtes Tageszeitenklima auf, die Monatsdurchschnittstemperaturen schwanken nur unwesentlich zwischen 4 °C im Juli und 11 °C im November/Dezember. Die Monatsniederschläge liegen unter 15 mm in den Monaten April bis Oktober und fallen nur von Dezember bis März in nennenswerter Höhe von 60 bis 80 mm.

## Bevölkerung
Die Einwohnerzahl des Municipios Pazña ist zwischen 1992 und 2024 auf etwa die Hälfte zurückgegangen:
| Jahr | Einwohner | Quelle       |
| ---- | --------- | ------------ |
| 1992 | 8068      | Volkszählung |
| 2001 | 5469      | Volkszählung |
| 2012 | 5995      | Volkszählung |
| 2024 | 4220      | Volkszählung |

Die Bevölkerungsdichte des Municipios betrug 3,9 Einwohner/km² bei der Volkszählung 2024, der Anteil der städtischen Bevölkerung ist 0 Prozent. Die Lebenserwartung der Neugeborenen lag bei der Volkszählung 2001 bei 59,1 Jahren.
Der Alphabetisierungsgrad bei den über 19-Jährigen beträgt 82 Prozent, und zwar 95 Prozent bei Männern und 71 Prozent bei Frauen. (2001)

## Politik
Ergebnis der Regionalwahlen (concejales del municipio) vom 4. April 2010:
| Wahl- berechtigte |  | Wahl- beteiligung | gültige Stimmen |  | MAS-IPSP | MSM    | UN     |
| ----------------- |  | ----------------- | --------------- |  | -------- | ------ | ------ |
| 2.643             |  | 2.376             | 1.635           |  | 763      | 488    | 384    |
|                   |  | 89,9 %            | 68,8 %          |  | 46,7 %   | 29,8 % | 23,5 % |

Ergebnis der Regionalwahlen (elecciones de autoridades políticas) vom 7. März 2021:
| Wahl- berechtigte |  | Wahl- beteiligung | gültige Stimmen |  | MAS-IPSP | BST     | UN SOL PARA ORURO | PP     | MTS    | C-A    |
| ----------------- |  | ----------------- | --------------- |  | -------- | ------- | ----------------- | ------ | ------ | ------ |
| 2.974             |  | 2.656             | 2.235           |  | 1.283    | 472     | 162               | 137    | 62     | 42     |
|                   |  | 89,31 %           | 84,15 %         |  | 57,40 %  | 21,12 % | 7,25 %            | 6,13 % | 2,77 % | 1,88 % |

## Cañadón Peñas
Nach dem Niedergang des Bergbaus der Region ist die Feldwirtschaft die einzige Einkommensquelle der verarmten Bevölkerung, bei den klimatischen Bedingungen des Tales eine schwierige Situation: Tagsüber herrscht glühende Hitze, nachts der Frost, so dass bei gleichzeitig extremer Trockenheit die Äcker auszehren und die Ernten spärlich ausfallen.
Cañadón Peñas (cañadón = Feld im Tal, das bei Regen überflutet ist; peña = Fels, Berg) ist der Name für den Zusammenschluss der beiden Kantone Pazña und Antequera, die seit Mitte des ersten Jahrzehnts im neuen Jahrhundert als eines von fünfzehn „Millenniumsdörfern“ von der deutschen Welthungerhilfe unterstützt werden. In gemeinsamen Workshops haben die Einwohner des Antequera-Tals zusammen mit Fachleuten der Welthungerhilfe einen Fünfjahresplan aufgestellt, der Verbesserungen in vier Bereichen umsetzen will: Ernährung, Wirtschaft, Bildung, Mitspracherecht der Frauen. Die Welthungerhilfe unterstützt die 13.000 ländlichen Bewohner der Region bei der Verbesserung der Viehhaltung, dem Aufbau von kleinen Käsereien, der Errichtung von Schulen mit Mittagsverpflegung.

## Gliederung
Das Municipio unterteilt sich in die folgenden fünf Kantone (cantones):
- 04-0602-01 Kanton Pazña – 9 Ortschaften – 1.836 Einwohner – im Westen des Municipios
- 04-0602-02 Kanton Urmiri – 15 Ortschaften – 442 Einwohner – im zentralen Bereich des Municipios
- 04-0602-03 Kanton Peñas – 6 Ortschaften – 1.680 Einwohner – im Südosten des Municipios
- 04-0602-04 Kanton Avicaya – 3 Ortschaften – 733 Einwohner – im Norden des Municipios
- 04-0602-05 Kanton Totoral – 5 Ortschaften – 1.264 Einwohner – im Norden des Municipios

## Ortschaften im Municipio Pazña
- Kanton Pazña
  - Pazña 1407 Einw.

- Kanton Urmiri
  - Urmiri 168 Einw.

- Kanton Peñas
  - Peñas 1386 Einw.

- Kanton Avicaya
  - Avicaya 616 Einw.

- Kanton Totoral
  - Totoral 1128 Einw.